# みんなのうたリクエスト
『みんなのうたリクエスト』は、2012年10月6日から2021年1月29日までNHK Eテレで放送された『みんなのうた』再放送番組。約8年間放送された。

## 概要
NHKホームページ内のEテレサイトのコーナー「お願い! 編集長」に、もう一度聴きたい『みんなのうた』楽曲のリクエストが集まり、その声に応えて楽曲を放送する枠。NHKではラジオ・テレビ問わず、2012年度の編成で18時以降の『みんなのうた』枠は整理されてしまったため、再放送枠とはいえ、半年ぶりの復活となった。曲目紹介時には初放送の映像を使用している（例外あり）。
なお放送楽曲は、毎回のテキストに曲目だけで紹介し、楽譜は掲載されない（ラジオ放送のみは2017年度から歌詞だけ）。また番組形態は、OPは通常番組のものを使用し、「リクエスト」のタイトルは放送されず、内容も（一部を除き）通常番組とほとんど同じである。
「お願い! 編集長」がEテレで放送された過去の番組をリクエストすることが条件であることに従い、放送される楽曲はEテレで放送実績のある楽曲のみである。2020年4月を以て「お願い! 編集長」が終了したため2020年4月から2021年1月まではEテレで放送実績のない楽曲も一部放送された。
『みんなのうた』放送開始60周年を目前に控えた2021年2月より、再放送曲の大量増加に伴い、本枠を『みんなのうた』5分間1曲枠の楽曲だけの再放送枠に変更したため、番組は2021年1月29日を以て終了した。そして60周年記念イベントが終了した2022年4月からは再放送曲は2021年1月以前の曲数に戻すため、5分間1曲枠の楽曲再放送枠は2022年4月1日を以て廃止され、5分間1曲枠の過去の楽曲は通常枠及びアンコール枠で再放送を継続する。
また、2022年4月以降はリクエスト枠がないため、リクエストの多かった過去の楽曲の再放送も通常枠及びアンコール枠で再放送を継続する。

## 放送時間
| 放送期間      | 放送期間      | 放送時間（JST）      |
| ------------- | ------------- | -------------------- |
| 2012年10月6日 | 2015年3月28日 | 土曜日 20:55 - 21:00 |
| 2015年4月4日  | 2017年4月1日  | 土曜日 17:55 - 18:00 |
| 2017年4月7日  | 2021年1月29日 | 金曜日 19:55 - 20:00 |

## 放送楽曲一覧
※「それ以降の再放送」はリクエスト枠には含まれません
- みんなのうたリクエスト年度別放送楽曲一覧 (2010年代)
- みんなのうたリクエスト年度別放送楽曲一覧 (2020年代)